# Temporada 1999-2000 de los Houston Rockets
La temporada 1999-2000 fue la vigesimonovena de los Houston Rockets en su localización de Texas, y la trigesimotercera en la NBA, tras haber jugado las cuatro primeras en San Diego (California). La temporada regular acabó con 34 victorias y 48 derrotas, ocupando el undécimo puesto de la conferencia Oeste, no logrando clasificarse para los playoffs.

## Elecciones en elDraft
| Ronda | Puesto | Jugador           | Posición  | Nacionalidad   | Universidad/Club  |
| ----- | ------ | ----------------- | --------- | -------------- | ----------------- |
| 1     | 22     | Kenny Thomas      | Ala-Pívot | Estados Unidos | New Mexico        |
| 2     | 40     | Tyrone Washington | Pívot     | Estados Unidos | Mississippi State |
| 2     | 50     | Venson Hamilton   | Pívot     | Estados Unidos | Nebraska          |

## Temporada regular
| División Medio Oeste     | División Medio Oeste | División Medio Oeste | División Medio Oeste | División Medio Oeste | División Medio Oeste | División Medio Oeste | División Medio Oeste | División Medio Oeste |
| Equipo                   | G                    | P                    | %                    | PD                   | Casa                 | Fuera                | Div                  |                      |
| ------------------------ | -------------------- | -------------------- | -------------------- | -------------------- | -------------------- | -------------------- | -------------------- | -------------------- |
| y-Utah Jazz              | 55                   | 27                   | .671                 | –                    | 31–10                | 24–17                | 14–10                |                      |
| x-San Antonio Spurs      | 53                   | 29                   | .646                 | 2                    | 31–10                | 22–19                | 16–8                 |                      |
| x-Minnesota Timberwolves | 50                   | 32                   | .610                 | 5                    | 26–15                | 24–17                | 18–6                 |                      |
| Dallas Mavericks         | 40                   | 42                   | .488                 | 15                   | 22–19                | 18–23                | 12–12                |                      |
| Denver Nuggets           | 35                   | 47                   | .427                 | 20                   | 25–16                | 10–31                | 10–14                |                      |
| Houston Rockets          | 34                   | 48                   | .415                 | 21                   | 22–19                | 12–29                | 8–16                 |                      |
| Vancouver Grizzlies      | 22                   | 60                   | .268                 | 33                   | 12–29                | 10–31                | 6–18                 |                      |

## Estadísticas

### Temporada regular
| Jugador          | PJ | PT | MPP  | %TC  | %3P  | %TL  | RPP  | APP | ROB | TPP | PPP  |
| ---------------- | -- | -- | ---- | ---- | ---- | ---- | ---- | --- | --- | --- | ---- |
| Steve Francis    | 77 | 77 | 36.1 | .445 | .345 | .786 | 5.3  | 6.6 | 1.5 | .4  | 18.0 |
| Cuttino Mobley   | 81 | 8  | 30.8 | .430 | .356 | .847 | 3.6  | 2.6 | 1.1 | .4  | 15.8 |
| Charles Barkley  | 20 | 18 | 31.0 | .477 | .231 | .645 | 10.5 | 3.2 | .7  | .2  | 14.5 |
| Shandon Anderson | 82 | 82 | 32.9 | .473 | .351 | .767 | 4.7  | 2.9 | 1.2 | .4  | 12.3 |
| Walt Williams    | 76 | 66 | 24.5 | .458 | .391 | .821 | 4.0  | 2.1 | .6  | .6  | 10.9 |
| Hakeem Olajuwon  | 44 | 28 | 23.8 | .458 | .000 | .616 | 6.2  | 1.4 | .9  | 1.6 | 10.3 |
| Carlos Rogers    | 53 | 15 | 20.8 | .525 | .071 | .591 | 5.2  | .8  | .3  | .6  | 8.0  |
| Matt Bullard     | 56 | 27 | 18.3 | .409 | .446 | .833 | 2.5  | 1.1 | .3  | .2  | 6.8  |
| Kelvin Cato      | 65 | 32 | 24.3 | .537 | .000 | .649 | 6.0  | .4  | .5  | 1.9 | 8.7  |
| Kenny Thomas     | 72 | 29 | 25.0 | .399 | .262 | .660 | 6.1  | 1.6 | .8  | .3  | 8.3  |
| Moochie Norris   | 30 | 0  | 16.7 | .434 | .414 | .781 | 2.3  | 3.1 | .8  | .0  | 6.9  |
| Bryce Drew       | 72 | 5  | 18.0 | .383 | .362 | .849 | 1.4  | 2.3 | .6  | .0  | 5.8  |
| Tony Massenburg  | 10 | 0  | 10.9 | .444 |      | .875 | 2.7  | .3  | .2  | .5  | 4.6  |
| Anthony Miller   | 35 | 14 | 13.6 | .536 |      | .510 | 4.7  | .5  | .3  | .3  | 3.7  |
| Thomas Hamilton  | 22 | 7  | 12.4 | .443 |      | .522 | 4.1  | .7  | .2  | .6  | 3.7  |
| Bill Curley†     | 4  | 0  | 12.5 | .545 |      |      | 2.0  | .0  | .5  | .0  | 3.0  |
| Devin Gray       | 21 | 2  | 5.9  | .405 |      | .655 | 1.2  | .2  | .2  | .1  | 2.3  |

## Galardones y récords
| Jugador       | Galardón                                                     |
| Steve Francis | Rookie del año de la NBA Mejor quinteto de rookies de la NBA |